# Gunnar Alléen
Gunnar Alléen, född 12 september 1885 i Reso, död 11 oktober 1930 i Nokia, var en finländsk journalist, författare och teaterkritiker.

## Biografi
Gunnar Alléen var son till godsägaren Arthur Karl Alléen och Wilma Emilia Broberg. Han gifte sig med Martta Elisa Laukkanen.
Efter studentexamen från Åbo svenska samskola(fi) år 1904 studerade Alléen vid Helsingfors universitet mellan 1904 och 1906.
Alléen inledde sin journalistiska bana på tidningen Politiken(fi) i Åbo år 1907 och arbetade därefter på Östra Finland(fi) mellan 1908 och 1911. Han var känd som kåsör under pseudonymen Den frispråkige samt som teaterkritiker i Viborgs Nyheter(fi). Mellan 1916 och 1921 var han som ansvarig redaktör.
Han var även aktiv i journalistkåren som styrelsemedlem i Itä-Suomen Sanomalehtimiesyhdistys från 1921 och publicerade även skönlitterära verk.

## Verk
- Det oundvikliga. Roman. Borgå 1914. 221 s.
- Vad kvinnan vill. Noveller. Helsingfors 1915. 211 s.